# 랠프 벨러미
랠프 벨러미(Ralph Bellamy, 1904년 6월 17일 ~ 1991년 11월 29일)는 미국의 배우, 영화 각본가이다.

## 출연 작품

### 영화
- 이혼 소동 (1937)
- 그의 연인 프라이데이 (1940)
- 댄스, 걸, 댄스 (1940)
- Ellery Queen, Master Detective (1940) - 엘러리 퀸 역
  - Ellery Queen's Penthouse Mystery (1941)
  - Ellery Queen and the Perfect Crime (1941)
  - Ellery Queen and the Murder Ring (1941)
- 울프맨 (1941)
- 4인의 프로페셔널
- 로즈메리의 아기 (1968)
- 오, 하느님! (1977)
- 대역전 (1983)
- 구혼 작전 (1988)
- 모정 (1988)
- 귀여운 여인 (1990)